# 小行星13217
小行星13217（13217 Alpbach）是一颗绕太阳运转的小行星，为主小行星带小行星。该小行星于1997年6月19日发现。

## 轨道参数
小行星13217的轨道半长轴为356 158 614 km，2.3807394 UA，离心率为0.166。